# Golden Globe Awards 2003
Die 60. Verleihung der Golden Globe Awards fand am 19. Januar 2003 im Beverly Hilton Hotel in Beverly Hills, Kalifornien statt.

## Nominierungen und Gewinner im Bereich Film

### Bester Film – Drama
The Hours – Von Ewigkeit zu Ewigkeit (The Hours) – Regie: Stephen Daldry
- About Schmidt – Regie: Alexander Payne
- Der Herr der Ringe: Die zwei Türme (The Lord of the Rings: The Two Towers) – Regie: Peter Jackson
- Der Pianist (The Pianist) – Regie: Roman Polański
- Gangs of New York – Regie: Martin Scorsese

### Bester Film – Musical/Komödie
Chicago – Regie: Rob Marshall
- About a Boy oder: Der Tag der toten Ente (About a Boy) – Regie: Chris Weitz, Paul Weitz
- Adaption – Der Orchideen-Dieb (Adaptation.) – Regie: Spike Jonze
- My Big Fat Greek Wedding – Hochzeit auf griechisch (My Big Fat Greek Wedding) – Regie: Joel Zwick
- Nicholas Nickleby – Regie: Douglas McGrath

### Beste Regie
Martin Scorsese – Gangs of New York
- Stephen Daldry – The Hours – Von Ewigkeit zu Ewigkeit (The Hours)
- Peter Jackson – Der Herr der Ringe: Die zwei Türme (The Lord of the Rings: The Two Towers)
- Spike Jonze – Adaption – Der Orchideen-Dieb (Adaptation.)
- Rob Marshall – Chicago
- Alexander Payne – About Schmidt

### Bester Hauptdarsteller – Drama
Jack Nicholson – About Schmidt
- Adrien Brody – Der Pianist (The Pianist)
- Michael Caine – Der stille Amerikaner (The Quiet American)
- Daniel Day-Lewis – Gangs of New York
- Leonardo DiCaprio – Catch Me If You Can

### Beste Hauptdarstellerin – Drama
Nicole Kidman – The Hours – Von Ewigkeit zu Ewigkeit (The Hours)
- Salma Hayek – Frida
- Diane Lane – Untreu (Unfaithful)
- Julianne Moore – Dem Himmel so fern (Far from Heaven)
- Meryl Streep – The Hours – Von Ewigkeit zu Ewigkeit (The Hours)

### Bester Hauptdarsteller – Musical/Komödie
Richard Gere – Chicago
- Nicolas Cage – Adaption – Der Orchideen-Dieb (Adaptation.)
- Kieran Culkin – Igby (Igby Goes Down)
- Hugh Grant – About a Boy oder: Der Tag der toten Ente (About a Boy)
- Adam Sandler – Punch-Drunk Love

### Beste Hauptdarstellerin – Musical/Komödie
Renée Zellweger – Chicago
- Maggie Gyllenhaal – Secretary
- Goldie Hawn – Groupies Forever (The Banger Sisters)
- Nia Vardalos – My Big Fat Greek Wedding – Hochzeit auf griechisch (My Big Fat Greek Wedding)
- Catherine Zeta-Jones – Chicago

### Bester Nebendarsteller
Chris Cooper – Adaption – Der Orchideen-Dieb (Adaptation.)
- Ed Harris – The Hours – Von Ewigkeit zu Ewigkeit (The Hours)
- Paul Newman – Road to Perdition
- Dennis Quaid – Dem Himmel so fern (Far from Heaven)
- John C. Reilly – Chicago

### Beste Nebendarstellerin
Meryl Streep – Adaption – Der Orchideen-Dieb (Adaptation.)
- Kathy Bates – About Schmidt
- Cameron Diaz – Gangs of New York
- Queen Latifah – Chicago
- Susan Sarandon – Igby (Igby Goes Down)

### Bestes Drehbuch
Alexander Payne, Jim Taylor – About Schmidt
- Bill Condon – Chicago
- David Hare – The Hours – Von Ewigkeit zu Ewigkeit (The Hours)
- Todd Haynes – Dem Himmel so fern (Far from Heaven)
- Charlie Kaufman, Donald Kaufman – Adaption – Der Orchideen-Dieb (Adaptation.)

### Beste Filmmusik
Elliot Goldenthal – Frida
- Elmer Bernstein – Dem Himmel so fern (Far from Heaven)
- Terence Blanchard – 25 Stunden (25th Hours)
- Peter Gabriel –  Long Walk Home (Rabbit-Proof Fence)
- Philip Glass – The Hours – Von Ewigkeit zu Ewigkeit (The Hours)

### Bester Filmsong
„The Hands That Built America“ aus Gangs of New York – U2
- „Die Another Day“ aus James Bond 007 – Stirb an einem anderen Tag (Die Another Day) – Madonna
- „Father and Daughter“ aus Die Abenteuer der Familie Stachelbeere (The Wild Thornberrys Movie) – Paul Simon
- „Here I Am“ aus Spirit – Der wilde Mustang (Spirit – Stallion of the Cimarron) – Bryan Adams
- „Lose Yourself“ aus 8 Mile – Eminem

### Bester fremdsprachige Film
Sprich mit ihr (Hable con ella), Spanien – Regie: Pedro Almodóvar
- Balzac und die kleine chinesische Schneiderin (Xiao cai feng), Frankreich – Regie: Dai Sijie
- City of God (Cidade de Deus), Brasilien – Regie: Fernando Meirelles, Kátia Lund
- Die Versuchung des Padre Amaro (El crimen del padre Amaro), Mexiko – Regie: Carlos Carrera
- Hero (Yīngxióng), China – Regie: Zhang Yimou
- Nirgendwo in Afrika, Deutschland – Regie: Caroline Link

## Nominierungen und Gewinner im Bereich Fernsehen

### Beste Fernsehserie – Drama
The Shield – Gesetz der Gewalt (The Shield)
- Die Sopranos (The Sopranos)
- Six Feet Under – Gestorben wird immer (Six Feet Under)
- The West Wing – Im Zentrum der Macht (The West Wing)
- 24

### Beste Fernsehserie – Musical/Komödie
Lass es, Larry! (Curb Your Enthusiasm)
- Friends
- Sex and the City
- Die Simpsons (The Simpsons)
- Will & Grace

### Beste Miniserie oder bester Fernsehfilm
Churchill – The Gathering Storm (The Gathering Storm)
- Live aus Bagdad (Live from Baghdad)
- Path to War
- Ernest Shackleton (Shackleton)
- Taken

### Bester Darsteller in einer Fernsehserie – Drama
Michael Chiklis – The Shield – Gesetz der Gewalt (The Shield)
- James Gandolfini – Die Sopranos (The Sopranos)
- Peter Krause – Six Feet Under – Gestorben wird immer (Six Feet Under)
- Martin Sheen – The West Wing – Im Zentrum der Macht (The West Wing)
- Kiefer Sutherland – 24

### Beste Darstellerin in einer Fernsehserie – Drama
Edie Falco – Die Sopranos (The Sopranos)
- Jennifer Garner – Alias – Die Agentin (Alias)
- Rachel Griffiths – Six Feet Under – Gestorben wird immer (Six Feet Under)
- Marg Helgenberger – CSI: Den Tätern auf der Spur (CSI: Crime Scene Investigation)
- Allison Janney – The West Wing – Im Zentrum der Macht (The West Wing)

### Bester Darsteller in einer Fernsehserie – Musical/Komödie
Tony Shalhoub – Monk
- Larry David – Lass es, Larry! (Curb Your Enthusiasm)
- Matt LeBlanc – Friends
- Bernie Mac – The Bernie Mac Show
- Eric McCormack – Will & Grace

### Beste Darstellerin in einer Fernsehserie – Musical/Komödie
Jennifer Aniston – Friends
- Bonnie Hunt – Alles dreht sich um Bonnie (Life with Bonnie)
- Jane Kaczmarek – Malcolm mittendrin (Malcolm in the Middle)
- Debra Messing – Will & Grace
- Sarah Jessica Parker – Sex and the City

### Bester Darsteller in einer Miniserie oder einem Fernsehfilm
Albert Finney – Churchill – The Gathering Storm (The Gathering Storm)
- Michael Gambon – Path to War
- Michael Keaton – Live aus Bagdad (Live from Baghdad)
- William H. Macy – Von Tür zu Tür (Door to Door)
- Linus Roache – RFK

### Bester Darstellerin in einer Miniserie oder einem Fernsehfilm
Uma Thurman – Hysterical Blindness
- Helena Bonham Carter – Live aus Bagdad (Live from Baghdad)
- Shirley MacLaine – Hell on Heels: The Battle of Mary Kay
- Helen Mirren – Von Tür zu Tür (Door to Door)
- Vanessa Redgrave – Churchill – The Gathering Storm (The Gathering Storm)

### Bester Nebendarsteller in einer Serie, einer Miniserie oder einem Fernsehfilm
Donald Sutherland – Path to War
- Alec Baldwin – Path to War
- Jim Broadbent – Churchill – The Gathering Storm (The Gathering Storm)
- Bryan Cranston – Malcolm mittendrin (Malcolm in the Middle)
- Sean Hayes – Will & Grace
- Dennis Haysbert – 24
- Michael Imperioli – Die Sopranos (The Sopranos)
- John Spencer – The West Wing – Im Zentrum der Macht (The West Wing)
- Bradley Whitford – The West Wing – Im Zentrum der Macht (The West Wing)

### Beste Nebendarstellerin in einer Serie, einer Miniserie oder einem Fernsehfilm
Kim Cattrall – Sex and the City
- Megan Mullally – Will & Grace
- Cynthia Nixon – Sex and the City
- Parker Posey – Hell on Heels: The Battle of Mary Kay
- Gena Rowlands – Hysterical Blindness

### Cecil B. De Mille Award
- Gene Hackman

## Miss/Mister Golden Globe
Im Jahr 2003 gab es eine „Miss Golden Globe“ Dominik García-Lorido (Tochter von Andy Garcia und Maria Lorido Garica) und einen „Mister Golden Globe“ A. J. Lamas (Sohn von Lorenzo Lamas und Michele Cathy Smith).